# Medetera despecta
Medetera despecta är en tvåvingeart som beskrevs av Octave Parent 1927. Medetera despecta ingår i släktet Medetera och familjen styltflugor. Inga underarter finns listade i Catalogue of Life.